# Wied-Runkel
Wied-Runkel szuverén állam volt a Német-római Birodalmon belül. A Lahn folyó mentén fekvő Runkel városa és vára körül helyezkedett el, északra Schupbachig  terjedt ki, Villmartól keletre pedig egy exklávét is birtokolt.

## Története
A Wiedi Grófság 1698-as felosztásakor jött létre, 1791-ben hercegségi rangra emelték. 1806-ban a Nassaui Hercegséghez került.

## Uralkodói

### Grófjai
- 1698–1699: János Frigyes Vilmos wied-runkeli gróf
- 1699–1706: Miksa Henrik wied-runkeli gróf
- 1706–1762: János Lajos Adolf wied-runkeli gróf
- 1762–1791: Keresztély Lajos wied-runkeli gróf

### Hercegei
- 1791: Keresztély Lajos wied-runkeli herceg
- 1791–1806: Károly Lajos Frigyes Sándor wied-runkeli gróf

## Fordítás
Ez a szócikk részben vagy egészben  a   Wied-Runkel című angol Wikipédia-szócikk fordításán alapul.  Az eredeti cikk szerkesztőit annak laptörténete sorolja fel. Ez a jelzés csupán a megfogalmazás eredetét és a szerzői jogokat jelzi, nem szolgál a cikkben szereplő információk forrásmegjelöléseként.

## Kapcsolódó szócikk
A Német-római Birodalom államai